# Phyllodactylus lanei
Espèce
Statut de conservation UICN

 LC  : Préoccupation mineure
Phyllodactylus lanei est une espèce de geckos de la famille des Phyllodactylidae.

## Répartition
Cette espèce est endémique du Mexique. Elle se rencontre dans les États du Guerrero, du Jalisco et du Michoacán.

## Liste des sous-espèces
Selon The Reptile Database (13 février 2013) :
- Phyllodactylus lanei isabelae Castro-Franco & Uribe-Pena, 1992
- Phyllodactylus lanei lanei Smith, 1935
- Phyllodactylus lanei lupitae Castro-Franco & Uribe-Pena, 1992
- Phyllodactylus lanei rupinus Dixon, 1964

## Étymologie
Cette espèce est nommée en l'honneur de l’entomologiste Frederico Lane.

## Publications originales
- Castro-Franco & Uribe-Pena, 1992 : Two new subspecies of Phyllodacytlus lanei Sauria Gekkonidae. Anales del Instituto de Biologia Universidad Nacional Autonoma de Mexico Serie Zoologia, vol. 63, no 1, p. 113-123 (texte intégral).
- Dixon, 1964 : The systematics and distribution of lizards of the genus Phyllodactylus in North and Central America. New Mexico State University Science Bulletin, vol. 64, p. 1-139.
- Smith, 1935 : Miscellaneous notes on Mexican lizards. University of Kansas science bulletin, vol. 22, no 6, p. 119-156 (texte intégral).